# Åke Rehnström
Karl Åke Helge Rehnström, född 1 juli 1942, död 24 april 2010, var en svensk jurist som var lagman i  Handens tingsrätt från 1995 till 2002 och därefter hovrättslagman i Svea hovrätt.
Efter juris kandidatexamen, tingstjänstgöring vid Åse, Viste, Barne och Laske domsaga och domarutbildning i Göta hovrätt arbetade han några år i dåvarande budgetdepartementet.
Rehnström utnämndes 17 juni 1982 till rådman i Stockholms tingsrätt. Efter att varit lagman i Handens tingsrätt 1995–2002 utnämndes han den 8 augusti 2002 till lagman i Svea hovrätt. Han var därefter från 2005 lagman i Nacka tingsrätt, där han avslutade sin aktiva domarkarriär 2008. 
Han undervisade under många år fiskaler, advokater och andra praktiserande jurister i framförallt tvistemålsprocessen som var hans stora intresse. Han var även medförfattare till boken Tvistemålsprocessen (2 delar) som givits ut i flera upplagor.
För sina personliga insatser i arbetet med att utveckla finska domstolsväsendet tilldelades han 2009 Riddartecknet av 1 klass av Finlands Vita Ros' orden.

## Utmärkelser
- Ridartecknet av 1 klass av Finlands Vita Ros' orden, 2009.[5]